# Петровинка
Петровинка (бел. Петравiнка) — деревня в Червенском районе Минской области Белоруссии. Входит в состав Клинокского сельсовета.

## Географическое положение
Расположена в 24 км западнее райцентра, в 45 км к юго-востоку от Минска, в 26 км от железнодорожной станции Пуховичи линии Минск—Осиповичи, на реке Волма.

## История
Деревня известна как минимум с XVIII века, когда она входила в Минское воеводство Великого Княжества Литовского. После II раздела Речи Посполитой она вошла в состав Российской Империи. На 1795 год деревня являлась собственностью церкви и насчитывала 5 домов. На 1800 год слободка Петрова в составе Игуменского уезда Минской губернии, принадлежавшая Смиловичскому католическому монастырю, здесь было 5 дворов, проживали 39 человек. Во второй половине XIX века была собственностью казны. По данным Переписи населения Российской империи 1897 года село в составе Клинокской волости, где насчитывалось 25 дворов и 170 жителей, работала водяная мельница. В начале XX века здесь было 26 дворов, жили 207 человек. В 1917 году насчитывалось 35 дворов и 208 жителей. С февраля по декабрь 1918 года деревня была оккупирована немецкими войсками, с августа 1919 по июль 1920 — польскими. 20 августа 1924 года деревня вошла в состав вновь образованного Валевачского сельсовета Червенского района (с 20 февраля 1938 — Минской области. Согласно Переписи населения СССР 1926 года здесь насчитывалось 42 двора, проживали 233 человека. В 1930-е в деревне проведена коллективизация. На 1940 год в деревне было 53 дома, жили 228 человек. Во время Великой Отечественной войны деревня была оккупирована немецко-фашистскими захватчиками в начале июля 1941 года. В лесах в районе деревни развернули активную деятельность 1-я Минская партизанская бригада и партизанская бригада имени газеты «Правда», между ними и немцами шли активные бои. В июле 1943 года фашисты сожгли деревню и убили 4-х сельчан. 30 жителей Волмы не вернулись с фронта. Вскоре после освобождения Белоруссии в начале июля 1944 года деревня была восстановлена. Вблизи деревни расположены 2 братские могилы погибших в боях с немцами партизан и советских солдат. В 1961 году в память о них поставлены памятники-обелиски. В 1960 году Петровинка передана в Клинокский сельсовет, здесь жили 235 человек. В 1980-е годы деревня относилась к рыбхозу «Волма». На 1997 год здесь было 72 домохозяйства, 156 жителей, работал магазин.

## Население
- 1800 — 5 дворов, 39 жителей
- 1897 — 25 дворов, 170 жителей
- начало XX века — 26 дворов, 207 жителей
- 1917 — 35 дворов, 208 жителей
- 1926 — 42 двора, 233 жителя
- 1940 — 53 двора, 228 жителей
- 1960 — 235 жителей
- 1997 — 72 двора, 156 жителей
- 2013 — 48 дворов, 108 жителей